# Od wschodu do zachodu słońca (album)
Az Od wschodu do zachodu słońca (magyar fordításban: Napfelkeltétől napnyugtáig) a Skaldowie együttes 1970-ben megjelent negyedik nagylemeze. Katalógusszámai: XL 0597 (mono), SXL 0597 (stereo). A kiadvány kinyitható borítós.

## Az album dalai

### A oldal
1. Sarabanda 1:05
2. Od wschodu do zachodu słońca 5:48
3. Katastrofa 4:10
4. Czasem kochać chcesz 5:01
5. Zawieja 2:28

### B oldal
1. Mateusz IV 5:18
2. Prawo Izaaka Newtona 5:38
3. Nadejdziesz od strony mórz 4:15
4. Cisza krzyczy 3:00
5. Sarabanda (finał) 1:07